# Liste der Monuments historiques in Saint-Palais (Allier)
Die Liste der Monuments historiques in Saint-Palais (Allier) führt die Monuments historiques in der französischen Gemeinde Saint-Palais auf.

## Liste der Objekte
| Bezeichnung                                             | Beschreibung                             | Standort                       | Kennzeichnung | Schutzstatus | Datum | Bild |
| ------------------------------------------------------- | ---------------------------------------- | ------------------------------ | ------------- | ------------ | ----- | ---- |
| Bleiglasfenster mit der Darstellung des heiligen Palais | 15. Jahrhundert; Südfenster des Chores   | in der Kirche St-Palais (Lage) | PM03000463    | Classé       | 1918  |      |
| Skulptur Madonna mit Kind (gestohlen 1993)              | Holz, polychrom gefasst, 14. Jahrhundert | in der Kirche St-Palais (Lage) | PM03000464    | Classé       | 1918  |      |